# Королёв, Иван Фёдорович
Иван Фёдорович Королёв (1896—1949) — генерал-полковник Советской Армии, участник Гражданской и Великой Отечественной войн.

## Биография
Иван Королёв родился в 1896 году. В 1918 году пошёл на службу в Рабоче-крестьянскую Красную Армию. Участвовал в боях Гражданской войны.
Участвовал в боях на реке Халхин-Гол. 4 июня 1940 года Королёву было присвоено звание генерал-майора войск связи.
С начала Великой Отечественной войны — в действующей армии, руководил Управлениями войск связи сначала Южного, затем 4-го Украинского фронтов. 27 декабря 1941 года Королёву было присвоено звание генерал-лейтенанта войск связи.
После окончания войны продолжал службу в Советской Армии. 1 июля 1945 года Королёву было присвоено звание генерал-полковника войск связи. Скончался в 1949 году, похоронен на Новодевичьем кладбище Москвы.

## Награды[1]
- орден Ленина (21.02.1945)
- четыре ордена Красного Знамени (??.11.1939, 27.03.1942 , 03.11.1944, 1948)
- орден Кутузова 1-й степени (13.09.1944)
- орден Богдана Хмельницкого 1-й степени (28.04.1945)
- орден Суворова 2-й степени (29.06.1945)
- орден Кутузова 2-й степени (17.09.1943)
- орден Богдана Хмельницкого 2-й степени (11.05.1944)
- орден Отечественной войны 1-й степени (22.02.1943)
- орден Красной Звезды (??.02.1938)
  - медали СССР.

## Примечания

Могила Королёва на Новодевичьем кладбище Москвы.